# Stare Miasto w Mrągowie

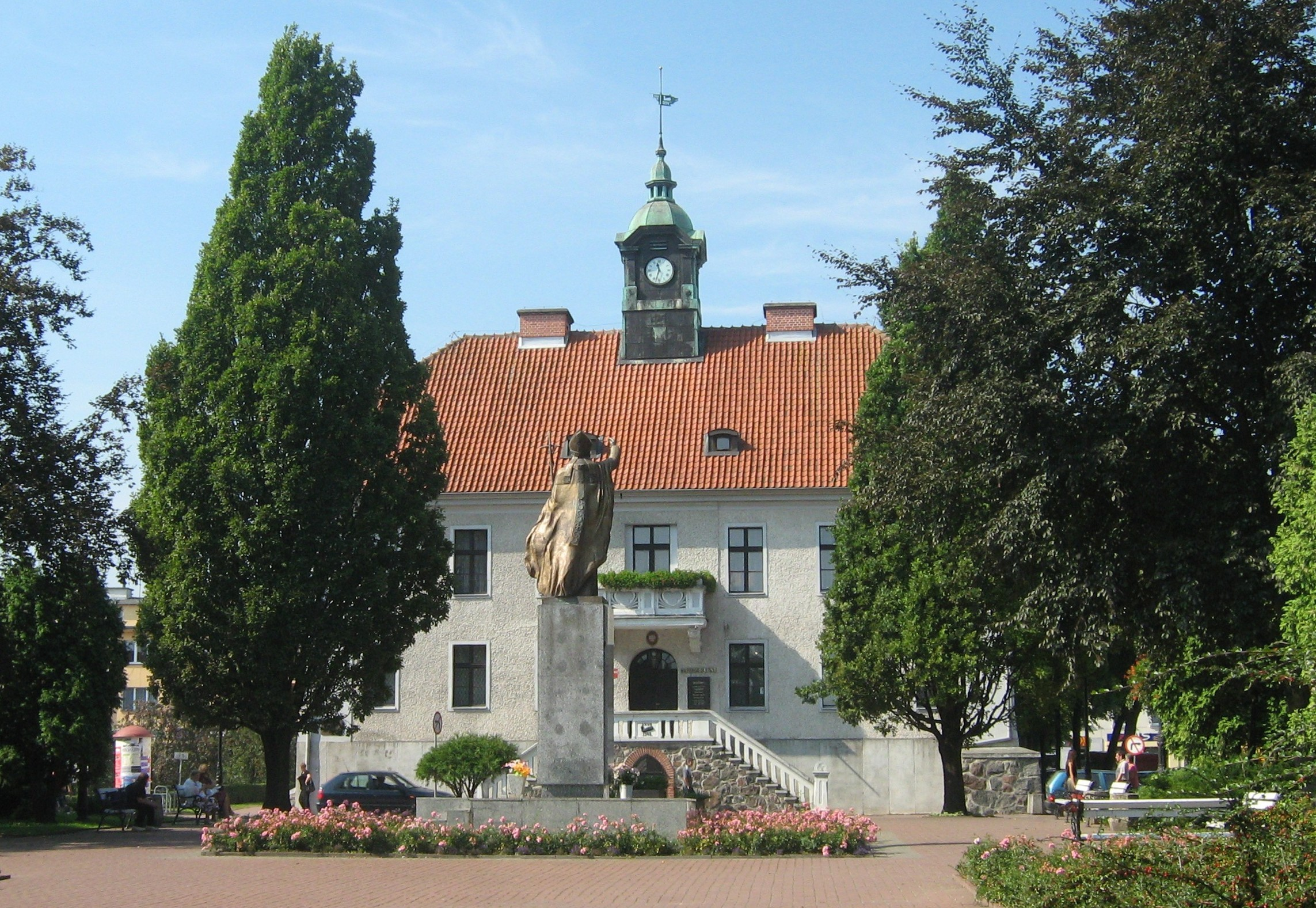
Ratusz widziany ze skweru Jana Pawła II

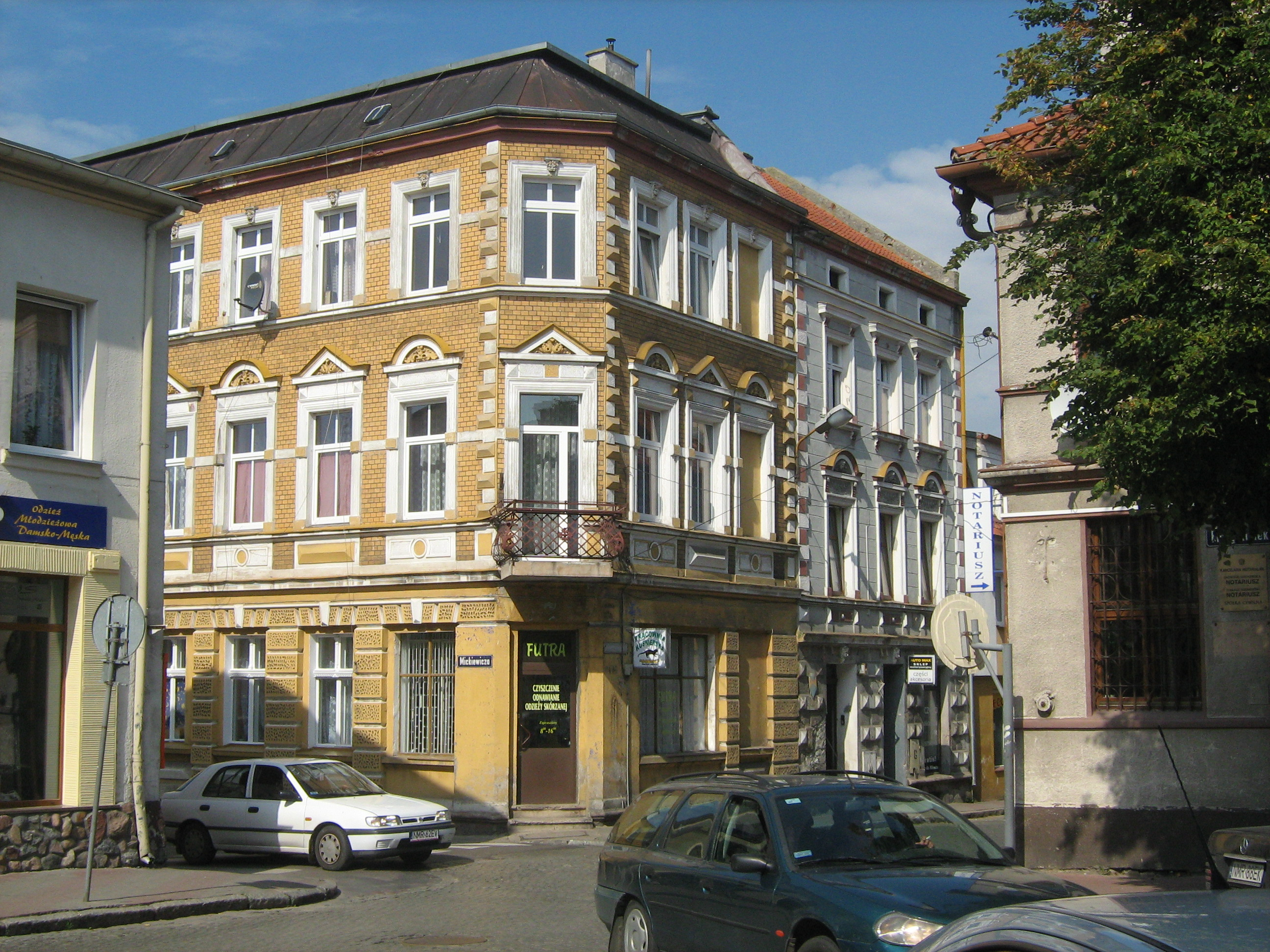
Róg Kościuszki i Mickiewicza

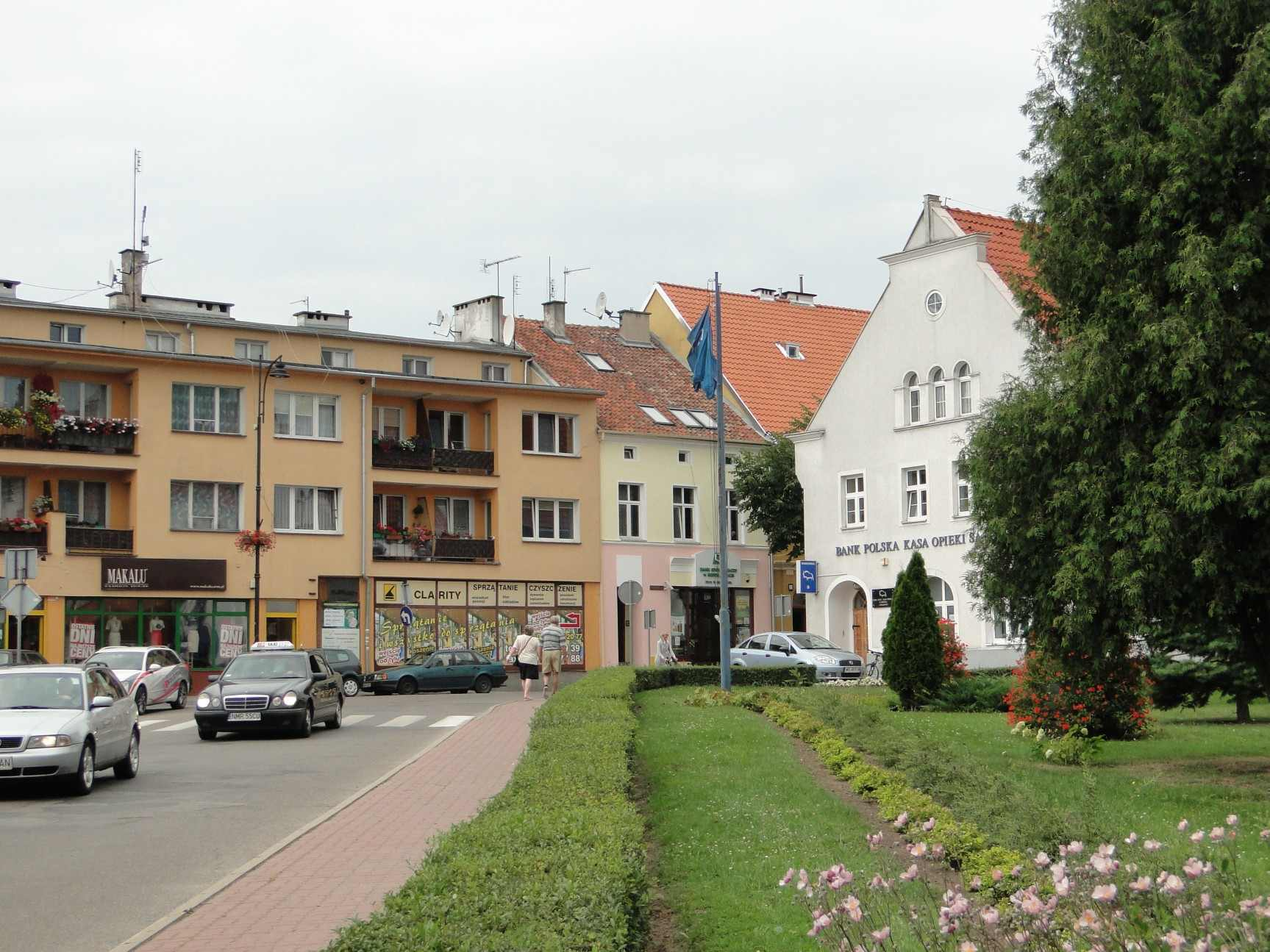
Plac Kajki

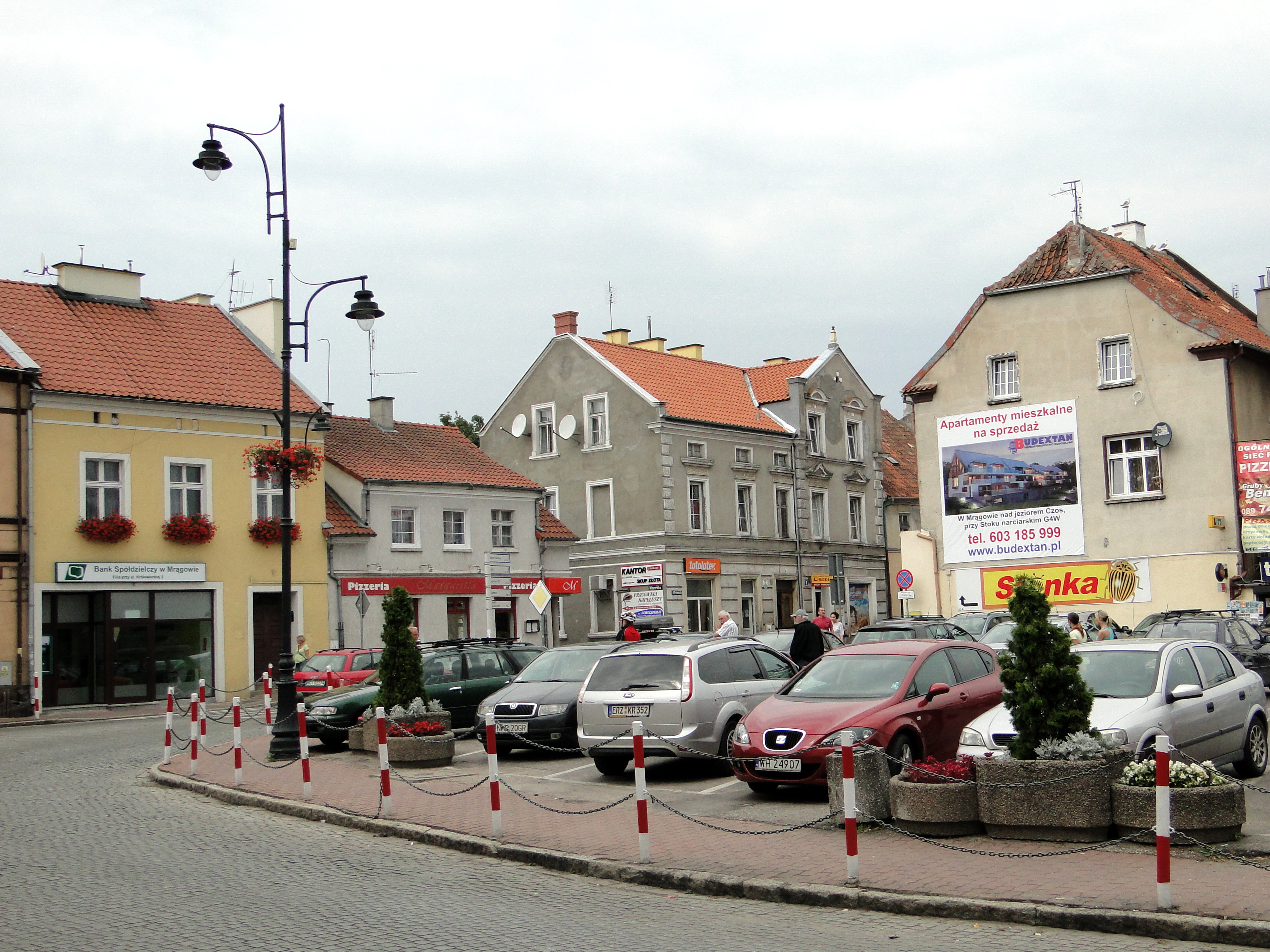
Mały Rynek w Mrągowie

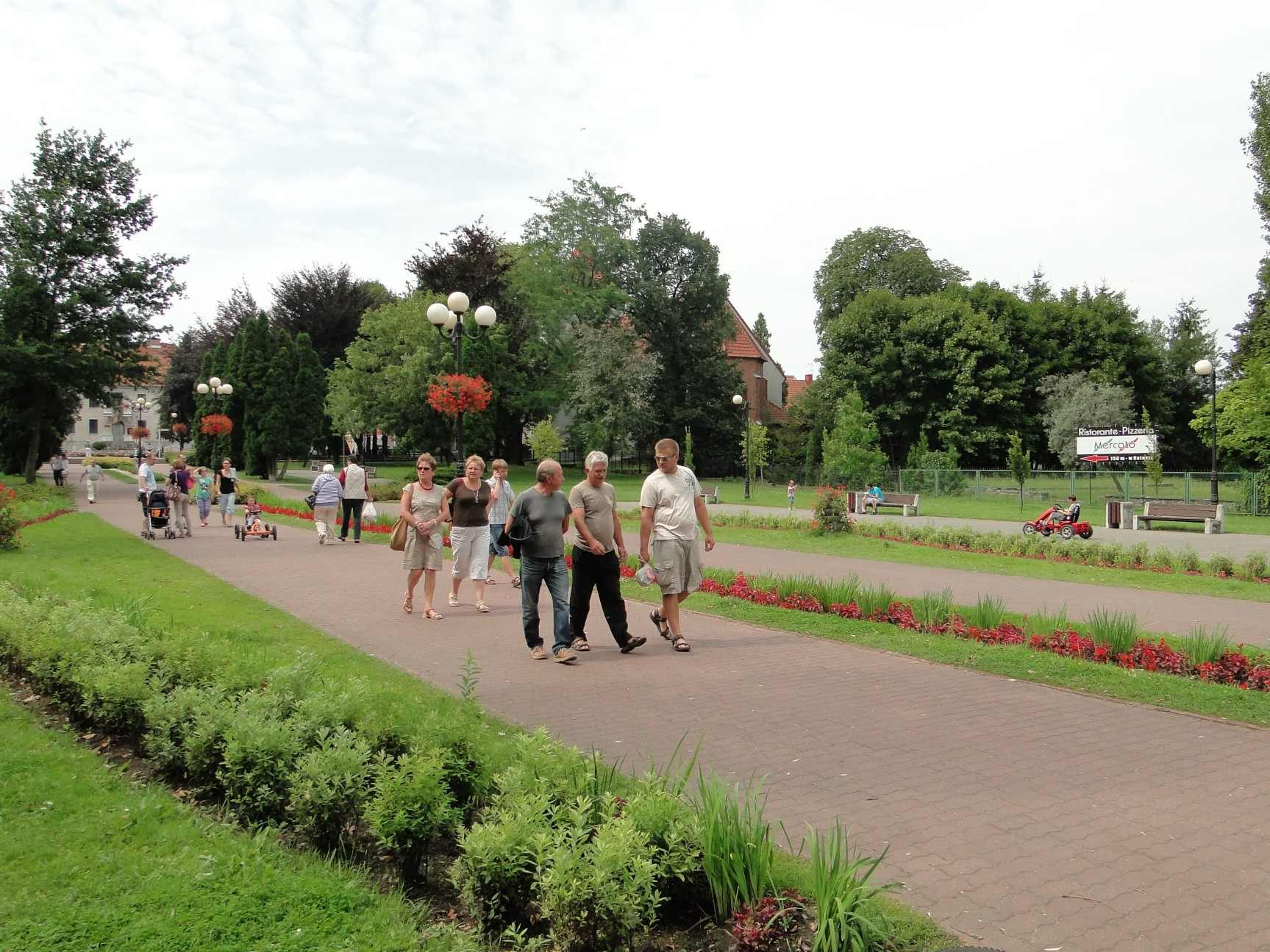
Promenada nad jeziorem Czos w Mrągowie

Stare Miasto – najstarszy, historyczny obszar Mrągowa, otoczony wodami jeziora Czos (od wschodu), Magistrackiego Małego (od południa) i nieistniejącego już jeziora Magistrackiego Dużego (od zachodu). Przestrzeń między jeziorami zamykały kanały, które pełniły funkcje fosy miejskiej. Fortyfikacje miejskie miały również wały ziemne i palisady. Centralnym punktem Starego Miasta jest plac Michała Kajki (dawny Duży Rynek).
Pierwotną zabudowę miejską ukształtowano w sposób regularny, w postaci prostokąta wydłużonego na linii północ-południe. Zabudowa ta nie wykraczała poza przestrzeń między trzema jeziorami i łączącymi je fosami, układ ulic był szachownicowy. Główna oś komunikacyjna oparta była na drodze prowadzącej z północy na południe, wzdłuż wschodniej pierzei rynku. Miasto miało trzy drogi wylotowe – dwie na linii północ-południe i trzecią na osi poprzecznej, która w miejskim układzie komunikacyjnym wychodziła z rynku wzdłuż jego pierzei północnej i znajdowała swój wylot na krańcu wschodnim, w kierunku na Szczytno. U wylotu każdej z trzech dróg kierunkowych znajdował się most na fosie miejskiej, pierwotnie poprzedzony bramą miejską.

## Ważniejsze zabytki
- Ratusz miejski z 1825;
- Kamienice z przełomu XIX/XX w;
- Kościół ewangelicko-augsburski z XVIII w;
- Cerkiew Przemienienia Pańskiego;
- Budynek apteki "Pod Orłem";
- Budynek Warowni Bośniackiej;

## Atrakcje turystyczne
- Muzeum Warmii i Mazur
- Promenada nad jeziorem Czos
- Molo
- Skwer im. Jana Pawła II
- Park nad Jeziorkiem Magistrackim